# Novopavlovsk
Novopavlovsk (in russo Новопа́вловск? è una città della Russia situata nel Kraj di Stavropol', nella 
Ciscaucasia, situata sulle sponde del fiume Kura, 230 km a sudest di Stavropol'; è il capoluogo amministrativo del distretto di Kirovskij.
La città fu fondata nel 1777 e ricevette lo status di città nel 1981.

## Società

### Evoluzione demografica
Fonte: mojgorod.ru
- 1979: 13.500
- 1989: 18.600
- 1996: 22.300
- 2002: 23.235
- 2007: 23.000